# Mira Morawce
Stare [pronunciación en polaco: /ˈstarɛ mɔˈraft͡sɛ/] es un pueblo ubicado en el distrito administrativo de Gmina Krośniewice, dentro del condado de Kutno, Voivodato de Łódź, en el centro de Polonia. Se encuentra a unos 2 kilómetros al suroeste de Krośniewice, a 15 kilómetros al oeste de Kutno, y a 56 kilómetros al noroeste de la capital regional Łódź.